# Тюменева, Галина Александровна
Гали́на Алекса́ндровна Тюме́нева (7 января 1903, Полтава — 9 сентября 1999, Харьков) — украинский советский музыковед, педагог, музыкальный критик. Кандидат искусствоведения (1945), профессор.

## Биография
Училась в Полтавском музыкальном училище как пианистка.
В 1935 закончила Харковский музыкально-драматический институт по классу теории музыки и композиции С. С. Богатырёва. Училась также у П. Луценко как пианистка.
С 1936 — член Союза композиторов СССР.
В 1945 защитила кандидатскую диссертацию в Московской консерватории на тему: «Чайковский и „Могучая кучка“».
В 1930-х — 1940-х годах преподавала в Харьковском музыкальном училище
В 1943—1949 — художественный руководитель Харьковской филармонии.
В 1936—1989 преподавала в Харьковской консерватории — Институте искусств (с 1947 доцент, в 1947—1979 заведующая кафедрой истории музыки.
Среди учеников Тюменевой по истории музики и фольклористике — Т. Кравцов, Г. Бортновская, Б. Яровинский, М. Черкашина, Т. Краснопольская, Г. Кулешова, Н. Тышко, С. Тышко, Ю. Щербинин, Н. Очеретовская, Л. Шубина, Г. Ганзбург, А. Щетинский.
Была женой ректора Харьковской консерватории композитора Валентина Тихоновича Борисова.

## Награды
- медаль «За трудовую доблесть» (24.11.1960)

## Музыковедческие труды
- Тюменева Г. А. Музыка в жизни Репина // Художественное наследство. И. Е. Репин. Т. 1. — М.- Л., 1948.
- Тюменєва Г. О. Чайковський і Україна. — К.: Мистецтво, 1955. — 52 с.
- Тюменева Г. А. Гоголь и музыка. — Москва: Музгиз, 1966. — 215 с.
- Тюменєва Г. О. Микола Коляда: Життя і творчість. — Харків.: Глас, 2002. — 176 с.
- Статьи в Украинской советской энциклопедии.
- С. С. Богатырёв: исследования, статьи, воспоминания / Сост. Тюменева Г. А., Холопов Ю. Н. — М., 1972.

Подготовила к печати музыкальные произведения Николая. Коляды, книгу И. М. Миклашевского о музыкальной истории Харькова.